# Anodynum
Anodynum (von griechisch α(ν)- „nicht, un-“ und οδυνη „Schmerz, Qual“; auch Anodynon) ist eine – heute veraltete und nicht mehr gebräuchliche – Bezeichnung für ein schmerzstillendes Mittel oder auch Narkosemittel. In einer Zeit, als chemisch-synthetische Arzneistoffe noch nicht verbreitet waren, fielen darunter hauptsächlich  Zubereitungen oder Stoffe aus pflanzlichen Drogen wie z. B. Opium und das aus daraus gewonnene Morphium und Codein, indischer Hanf, Gift-Lattich, Tollkirsche, Kalabarbohne, Stechapfel, Bilsenkraut, Schierling, Bittersüß, Sturmhut, Nieswurz, Mandelbaum, Herbst-Zeitlose.
Bekannte Anodyna sind das Anodynum specificum des Paracelsus, eine Opium-haltige Mixtur, und der Liquor anodynus mineralis (Hoffmannstropfen). Unguentum anodynum bezeichnet eine schmerzstillende Salbe.
In „Parerga und Paralipomena“ bezeichnet Arthur Schopenhauer Kants Postulat der praktischen Vernunft als Surrogat der Beweise des Daseyns Gottes, wodurch der Königsberger Philosoph, um nach dem der spekulativen Theologie gegebenen Todesstoß den Eindruck zu mildern, ein Besänftigungsmittel, als Anodynon darauf habe legen müssen.